# Miriam Kolodziejová
Miriam Kolodziejová (depuis 2024 épouse Škoch), née le 11 avril 1997 à Most, est une joueuse tchèque de tennis.

## Carrière
Miriam Kolodziejová a débuté sur le circuit professionnel en 2015.
Elle a gagné en 2015 le double junior filles des Open d'Australie et Roland Garros avec sa compatriote Markéta Vondroušová
En octobre 2022, elle gagne son premier titre WTA en double lors du tournoi WTA 250 de Parme avec sa compatriote Anastasia Dețiuc.
Elle remporte, en avril 2024, avec sa compatriote Anna Sisková, le tournoi WTA 125 de La Bisbal.

## Palmarès

### Titre en double dames
| No | Date       | Nom et lieu du tournoi  | Catégorie | Dotation  | Surface      | Partenaire       | Finalistes                  | Score            |          |
| -- | ---------- | ----------------------- | --------- | --------- | ------------ | ---------------- | --------------------------- | ---------------- | -------- |
| 1  | 26-09-2022 | Parma Ladies Open Parme | WTA 250   | 251 750 $ | Terre (ext.) | Anastasia Dețiuc | Arantxa Rus Tamara Zidanšek | 1-6, 6-3, [10-8] | Parcours |

### Finale en double dames
| No | Date       | Nom et lieu du tournoi         | Catégorie | Dotation  | Surface      | Vainqueures                    | Partenaire     | Score    |          |
| -- | ---------- | ------------------------------ | --------- | --------- | ------------ | ------------------------------ | -------------- | -------- | -------- |
| 1  | 23-07-2023 | Hamburg European Open Hambourg | WTA 250   | 259 303 $ | Terre (ext.) | Anna Danilina Alexandra Panova | Angela Kulikov | 6-4, 6-2 | Parcours |

### Titres en double en WTA 125
| No | Date       | Nom et lieu du tournoi                                   | Catégorie | Dotation  | Surface      | Partenaire       | Finalistes                           | Score            |          |
| -- | ---------- | -------------------------------------------------------- | --------- | --------- | ------------ | ---------------- | ------------------------------------ | ---------------- | -------- |
| 1  | 01-04-2024 | Open Internacional Femeni Solgironès La Bisbal d'Empordà | WTA 125   | 115 000 $ | Terre (ext.) | Anna Sisková     | Tímea Babos Dalma Gálfi              | forfait          | Parcours |
| 2  | 12-05-2025 | Parma Ladies Open Parme                                  | WTA 125   | 115 000 $ | Terre (ext.) | Jesika Malečková | Sabrina Santamaria Tang Qianhui      | 6-2, 6-0         | Parcours |
| 3  | 02-06-2025 | Makarska Open Makarska                                   | WTA 125   | 115 000 $ | Terre (ext.) | Jesika Malečková | Oksana Kalashnikova Elena Pridankina | 2-6, 6-3, [10-4] | Parcours |
| 4  | 07-07-2025 | Nordea Open Båstad                                       | WTA 125   | 115 000 $ | Terre (ext.) | Jesika Malečková | I. Burillo Escorihuela Berfu Cengiz  | 6-4, 6-3         | Parcours |

### Finales en double en WTA 125
| No | Date       | Nom et lieu du tournoi             | Catégorie | Dotation  | Surface      | Vainqueures                      | Partenaire          | Score            |          |
| -- | ---------- | ---------------------------------- | --------- | --------- | ------------ | -------------------------------- | ------------------- | ---------------- | -------- |
| 1  | 05-12-2022 | Open P2i Angers Arena Loire Angers | WTA 125   | 115 000 $ | Dur (int.)   | Alycia Parks Zhang Shuai         | Markéta Vondroušová | 6-2, 6-2         | Parcours |
| 2  | 17-06-2024 | Veneto Open Gaiba                  | WTA 125   | 115 000 $ | Gazon (ext.) | Hailey Baptiste Alycia Parks     | Anna Sisková        | 7-64, 6-2        | Parcours |
| 3  | 17-03-2025 | Megasaray Hotels Open 1 Antalya    | WTA 125   | 115 000 $ | Terre (ext.) | Maja Chwalińska Anastasia Dețiuc | Jesika Malečková    | 4-6, 6-3, [10-2] | Parcours |

## Parcours en Grand Chelem

### En simple dames
| Année | Open d'Australie | Open d'Australie | Internationaux de France | Internationaux de France | Wimbledon | Wimbledon       | US Open | US Open |
| ----- | ---------------- | ---------------- | ------------------------ | ------------------------ | --------- | --------------- | ------- | ------- |
| 2022  | —                | —                | —                        | —                        | Q1        | Nastasja Schunk | —       | —       |

N.B. : à droite du résultat se trouve le nom de l'ultime adversaire.

### En double dames
| Année | Open d'Australie                                                                         | Open d'Australie                                                                           | Internationaux de France                                                        | Internationaux de France                                                             | Wimbledon                                                                                | Wimbledon | US Open | US Open |
| ----- | ---------------------------------------------------------------------------------------- | ------------------------------------------------------------------------------------------ | ------------------------------------------------------------------------------- | ------------------------------------------------------------------------------------ | ---------------------------------------------------------------------------------------- | --------- | ------- | ------- |
| 2023  | 1/8 de finale M. Vondroušová \|\| style="text-align:left;" \| M. Kostyuk E.G. Ruse       | 2e tour (1/16) M. Vondroušová \|\| style="text-align:left;" \| V. Kudermetova L. Samsonova | 1/8 de finale M. Vondroušová \|\| Forfait                                       | 2e tour (1/16) L. Nosková \|\| style="text-align:left;" \| R. Montgomery C. Ngounoue |                                                                                          |           |         |         |
| 2024  | 1er tour (1/32) I. Khromacheva \|\| style="text-align:left;" \| D. Krawczyk E. Shibahara | 2e tour (1/16) A. Sisková \|\| style="text-align:left;" \| C. Gauff K. Siniaková           | 2e tour (1/16) A. Sisková \|\| style="text-align:left;" \| S. Errani J. Paolini | —                                                                                    | —                                                                                        |           |         |         |
| 2025  | —                                                                                        | —                                                                                          | —                                                                               | —                                                                                    | 1er tour (1/32) M. Vondroušová \|\| style="text-align:left;" \| P. Kudermetova Z. Sönmez |           |         |         |

N.B. : le nom de la partenaire se trouve sous le résultat ; les noms des ultimes adversaires se trouvent à droite.

## Classements WTA en fin de saison
| Année          | 2015 | 2016 | 2017 | 2018 | 2019 | 2020 | 2021 | 2022 | 2023 | 2024 |
| Rang en simple | –    | 562  | 394  | 262  | 1092 | 447  | 270  | 478  | –    | –    |
| Rang en double | 404  | 997  | 581  | 345  | 855  | 525  | 215  | 74   | 57   | 92   |

Source : (en) Classements de Miriam Kolodziejová sur le site officiel de la Fédération internationale de tennis